# مجلس فورمس

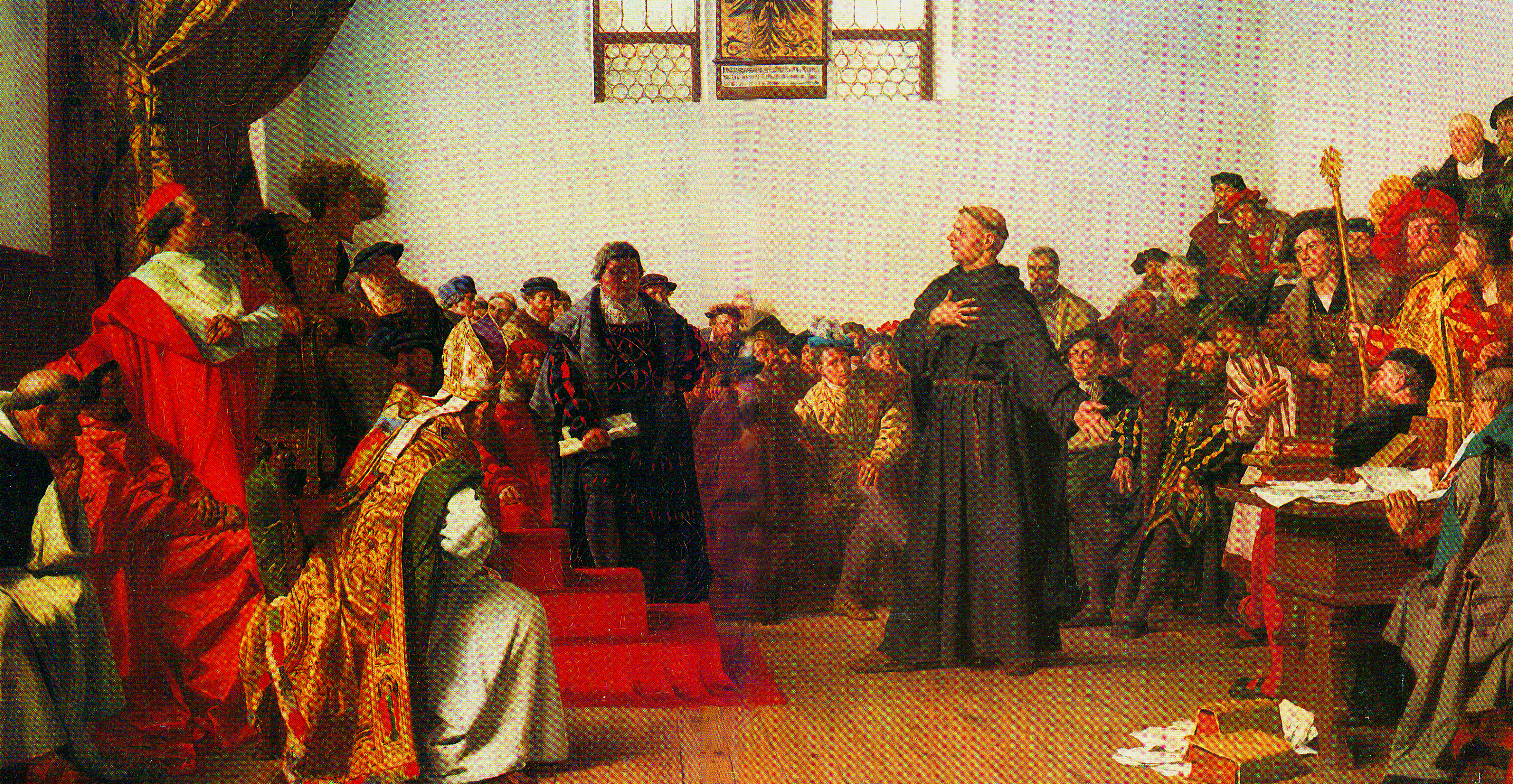
لوثر في مجلس فورمس، من صورة عام 1877 من ريشة أنطون فيرنر.

اجتماع فورمس (بالألمانية: Reichstag zu Worms)؛ هو اجتماع إمبراطوري (جمعية تشاورية رسمية) في الإمبراطورية الرومانية المقدسة، بحيث دعا إليه الإمبراطور شارلكان في مدينة فورمس الإمبراطورية الحرة، بحيث استُدعي مارتن لوثر إلى الاجتماع للتخلي عن آرائه أو إعادة تأكيدها ردًا على مرسوم بابوي للبابا لاون العاشر، وردًا على الاستجواب دافع لوثر عن هذه آرائه ورفض التراجع عنها، ومع نهاية الاجتماع أصدر الإمبراطور مرسوم فورمس (Wormser Edikt)؛ وهو مرسوم أدان لوثر باعتباره "مهرطق" وحظر على مواطني الإمبراطورية نشر أفكاره أو اتباعه، وعلى الرغم من أن الإصلاح البروتستانتي يُعتبر عادةً أنه بدأ في عام 1517، إلا أن المرسوم يشير إلى أول انشقاق علني.
عُقد الاجتماع منذ 28 يناير حتى 25 مايو 1521 في قصر بيشوفشوف بمدينة فورمس تحت رئاسة الإمبراطور نفسه، عُقدت اجتماع إمبراطورية أخرى في فورمس في الأعوام: 829 و926 و 1076 و 1122 و1495 و1545، ولكن ما لم يتم تحديده بوضوح فإن مصطلح "اجتماع فورمس" يشير عادةً إلى اجتماع عام 1521.

## خلفية
في يونيو 1520 أصدر البابا لاون العاشر المرسوم البابوي "قم يايها لورد"، موضحًا 41 خطأً مزعومًا وُجدت في أطروحات لوثر الخمس والتسعين وكتابات أخرى متعلقة به، جذب لوثر انتباه السلطات الكنسية لأول مرة بعد نشر هذه الإطروحات عام 1518، واصل لوثر الوعظ والكتابة ونشر هجماته ضد الكنيسة، وتم حرمانه في يناير 1521، وأُمر بالمثول أمام الاجتماع في مدينة فورمس، تم استدعاء لوثر من قبل الإمبراطور، حصل فريدرش الثالث ناخب ساكسونيا (حامي لوثر) على اتفاقية مفادها أنه إذا ظهر لوثر سيتم وعده بالمرور الآمن له من وإلى الاجتماع، كان هذا الضمان ضروريًا بعد معاملة يان هوس الذي حوكم وأُعدم في مجمع كونستانس عام 1415 على الرغم من وعده بمرور الآمن.
بدأ الإمبراطور شارلكان هذا الاجتماع الإمبراطوري بمدينة فورمس في 23 يناير 1521، حيث اعتُبر لوثر خارجًا عن القانون من قِبل الكنيسة الكاثوليكية، حيث أُدينت جميع كتاباته باعتبارها هرطقة، واستُدعي للتخلي عن آرائه أو إعادة تأكيدها، وعندما مثل أمام الاجتماع في 16 أبريل، تصرّف يوهان إيك مساعد رئيس أساقفة ترير ريتشارد فون جريفينكلاو زو فولرادس آنذاك، متحدثًا باسم الإمبراطور، ورفض التراجع عن آرائه لذلك وُجهت إليه تهمة "الهرطقة" واعتبر خارجاً عن القانون، مما جعله مجرمًا.

## مارتن لوثر
أقيمت الأحداث الرئيسية في الاجتماع المتعلقة بلوثر في الفترة من 16 حتى 18 أبريل 1521.
في 16 أبريل وصل لوثر إلى فورمس، وطُلب منه المثول أمام الاجتماع في الساعة الرابعة عصراً من اليوم التالي. وكان جيروم شورف أستاذ القانون الكنسي في جامعة فيتنبرغ محامي لوثر أمام الاجتماع التشريعي، ولكن البابا لم يحضر.
وفي 17 أبريل ثَّم تنبيه لوثر قبل دخوله للجلسة بأنه يجب عليه التحدث فقط بالإجابة على الأسئلة رئيس الجلسة يوهان إيك المباشرة، فسأله عما إذا كانت هذه الكتب التي تخصه، وإما إذا كان مستعدًا بالتراجع عن هذه البدع، رد شورف: "يرجى قراءة العناوين الكتب"، كان هناك 25 منها، ربما بما في ذلك الأطروحات الخمس والتسعين، والقرارات المتعلقة بالأطروحات الخمس والتسعين، وحول البابوية في روما، وإلى النبلاء المسيحيين للأمة الألمانية، وحول الأسر البابلي للكنيسة ، وحول حرية المسيحي، طلب لوثر مزيدًا من الوقت للحصول على إجابة مناسبة، لذلك مُنح له حتى الساعة الرابعة مساءً اليوم التالي.

وفي 18 أبريل مَثُل لوثر أمام المجلس، مُشيرًا إلى أنه صلّى لساعات طويلة واستشار أصدقاءً ووسطاء، وعندما طرح عليه المستشار الأسئلة نفسها، اعتذر لوثر أولًا عن افتقاره لباقة البلاط، ثم أجاب: "نعم جميعها لي، أما بالنسبة للسؤال الثاني فهي متنوعة ومختلفة".،ثم قسم لوثر كتاباته إلى ثلاث فئات: (1) أعمال لاقت استحسانًا حتى من أعدائه: وهي التي لم يرفضها، (2) كتب تنتقد ما استشرى في العالم المسيحي والبابوية من فسادٍ والافتراءات وانحراف، واعتقد لوثر أن التراجع عنها لا يمكن أن يتم بأمان، وقال إن التراجع عنها سيفتح الباب أمام المزيد من القمع، ورد قال: "إذا تراجعت عنها الآن، فلن أفعل شيئًا سوى تعزيز الاستبداد"، (3) كتابات تهاجم أشخاصًا بعينهم: اعتذر عن اللهجة القاسية لهذه الكتابات، ولكنه لم يرفض جوهر ما ورد فيها من تعاليم؛ وأضاف أنه إذا أمكن إثبات خطأ هذه الكتابات من خلال الكتاب المقدس، فإنه سيكون مستعدًا لرفضها ثم اختتم لوثر قائلاً:
ما لم أقتنع بشهادة الكتاب المقدس أو بمنطقٍ واضح (لأنني لا أثق بالبابا ولا بالمجامع وحدها، فمن المعروف أنها كثيراً ما أخطأت وتناقضت)، فأنا مُلزمٌ بالكتاب المقدس الذي اقتبسته، وضميري أسيرٌ لكلمة الله، لا أستطيع ولن أتراجع عن أي شيء، لأنها ليس من الآمن ولا الصواب مخالفة الضمير، فليُعِنني الله إذا. آمين. 
ووفقًا للتقليد، يُقال إن لوثر صرّح بهذه الكلمات قبل ختام بيانه: "أنا أقف، هنا ولا أستطيع أن أفعل غير ذلك. ليُعِنّي الله إذا. آمين."

وفقًا للوثر، أبلغه إيك أنه كان يتصرف مثل المهرطقين :
قال له: "يا مارتن: ما من بدعة من البدع التي مزقت الكنيسة إلا وقد استمدت في أصلها من التفسيرات المختلفة للكتاب المقدس، فالكتاب المقدس هو المصدر كل مبتدع الذي استقى منه حججه الخادعة، وقد تمسك بيلاجيوس وآريوس بمبادئهما من النصوص الكتابية، فعلى سبيل المثال، مثلًا فآريوس استنبط نفي أزلية الوجود الطبيعة والتي أنت تقرّ بها من الآية في العهد الجديد: "ولم يعرفها يوسف حتى ولدت ابنها البكر"، وقال إن هذه الآية ألزمته بتبنّي هذا الرأي، كما تفعل أنت، وعندما أدان أباء مجمع كونستانس مقولة الذي طرحه يان هوس - أن كنيسة يسوع المسيح هي المؤمنين المختارين فقط - أدانوا خطأً؛ لأن الكنيسة كأم صالحة، تحتضن بين ذراعيها كل من يحمل اسم مسيحي، كل من دُعي للتمتع بالسعادة السماوية". 
عُقدت مؤتمرات خاصة لتحديد مصيره ولكنه لم يُعتقل في فورمس، ومن خلال مفاوضات التي أجراها حاميه فريدرش الثالث ، مُنح لوثر خطاب ضمان سلامة من وإلى جلسة الاستماع، وبعد الاستماع له سُمح له بمغادرة، بحيث عاد إلى موطنه نحو فيتنبرغ، ومع ذلك وخوفًا على سلامته، أرسل فريدرش الثالث رجالًا لتزييف هجوم خطف على طريقه وبحيث تمكن من اختطافه وإخفائه في قلعة فارتبورغ، متنكرًا في زي فارس، بحيث احتُجز في حبس وقائي بقلعة لمدة عام تقريبًا (من أوائل مايو 1521 حتى أوائل مارس 1522). قال لوثر: "هناك، كنت عالياً فوق التلال المحيطة، في أرض الطيور"، قد شكلت تلك العزلة ملاذًا يليق بالشاعر هانس زاكس أحد أساتذة الغناء في نورنبرغ، بحيث لقب لوثر بأنه: "عندليب فيتنبرغ".
كان مرسوم فورمس الذي أصدره الإمبراطور شارلكان في 25 مايو 1521، وقد حظر محتوياته كتابات لوثر، وأعلنته مهرطقاً وعدوًا لإمبراطورية، بل وسمح لأي شخص بقتله دون عواقب قانونية، ووضع تحت الحظر الإمبراطوري، وعلى الرغم من أنه لم يُنفذ أبدًا، (تصرفت حركة الإصلاح والمتعاطفين البروتستانت لصالحه)، سعى الحكام الرومان الكاثوليك إلى قمع أفكار لوثر ومحاربة أتباعه، وقُيدت رحلاته لبقية حياته، وبعيدًا عن تداعياته السياسية، كان لمرسوم فورمس أهمية لاهوتية عميقة، ويشير المؤرخ كارتر ليندبرغ إلى أن موقف لوثر الثابت في فورمس أكد على تحول محوري في الفكر المسيحي، مؤكدًا على سلطة الكتاب المقدس على التسلسل الهرمي الكنسي، وقد بلورت هذه اللحظة مبدأ الكتاب المقدس وحده، مؤكدة أن الكتاب المقدس، وليس تقاليد الكنيسة أو السلطة البابوية، هو الدليل النهائي للإيمان والممارسة، وإن نداء لوثر إلى الضمير الفردي مسترشدًا بالكتاب المقدس، وضع الأساس للتركيز البروتستانتي على الإيمان الشخصي والتفسير.
كان ذلك تتويجًا لصراعٍ مستمر بين مارتن لوثر والكنيسة الكاثوليكية حول الإصلاح، وخاصةً فيما يتعلق بممارسة التبرعات لصكوك الغفران، ومع ذلك كانت هناك قضايا أعمق أخرى تدور حول كلا الاهتمامين اللاهوتيين:
- على المستوى اللاهوتي: تحدى لوثر السلطة المطلقة للبابا على الكنيسة من خلال التأكيد على أن مبدأ الغفران، وكما أقره البابا ودرّسه، كان خاطئًا.[18]
- أكد لوثر أن الخلاص بالإيمان وحده دون الرجوع إلى الأعمال الصالحة أو الصدقات أو التوبة أو أسرار الكنيسة، وأكد أن الأسرار "وسيلة للنعمة"، أي أنه بينما تُمنح النعمة من خلال الأسرار، فإن الفضل في هذا الفعل يعود إلى الله لا إلى الفرد.[19]

## تدابير أخرى
كان اجتماع فورمس أيضًا فرصةً سانحةً لشارلكان لإصلاح إدارة الإمبراطورية، امتدت ممتلكات آل هابسبورغ إلى ما وراء حدود الإمبراطورية، وبحيث شملت هولندا وإسبانيا والتي بدورها كانت تكتسب مستعمرات أجنبية، كان شارلكان يسافر كثيرًا ويدير شؤون أقاليمه المختلفة، عيّن نوابًا له، بمن فيهم حكام هولندا وحكام إسبانيا أثناء أوقات غيابه.
رفع شارلكان شقيقه الأصغر فرديناند إلى مرتبة الأرشيدوق كملازم إمبراطوري، وهكذا أصبح فرديناند وصيًا على عرش النمساوي وحاكمًا لها، وممثلًا للإمبراطور في ألمانيا، إلا أن دور فرديناند كرئيس للحكومة الإمبراطورية الألمانية لم يُنفذ قط، وانتهى عام 1532 بحلها، وقد ثُبّت حكم فرديناند للأراضي النمساوية باسم الإمبراطور باتفاقية هابسبورغ السرية في بروكسل عام 1522، والتي وافق بموجبها شارلكان أيضًا على تأييد انتخاب فرديناند ملكًا على الرومان في ألمانيا، وهو ما حدث عام 1531.
بعد تنازل شارلكان عن العرش في عام 1556، خلف فرديناند شقيقه كإمبراطور وأصبح بحكم القانون أرشيدوق النمسا.

## التداعيات
عندما خرج مارتن لوثر أخيرًا من فارتبورغ، لم يُطالب الإمبراطور، المنشغل بأمور أخرى باعتقاله، وفي النهاية نظرًا لتزايد الدعم الشعبي له بين الشعب الألماني وحماية بعض الأمراء الألمان، لم يُطبّق مرسوم فورمس في ألمانيا، ومع ذلك في هولندا الهابسبورغية التي تضم حاليًا بلجيكا ولوكسمبورغ وهولندا، طُبّق المرسوم في البداية ضد أنشط مؤيديه وكان ذلك ممكنًا لأن هذه البلدان كانت تحت الحكم المباشر للإمبراطور والتي كانت إدارة وصيته المُعيّنة عمته مارغريت النمساوية.
في ديسمبر 1521 كان ياكوب بروست رئيس دير أوغسطين في أنتويرب أول رجل دين مؤيد للوثر بحيث اُعتقل وحوكم بموجب مرسوم فورمس، وفي فبراير 1522 أُجبر بروست على التراجع علنًا عن تعاليم لوثر ورفضها، وفي وقت لاحق من ذلك العام جرت اعتقالات إضافية بين الأوغسطينيين في أنتويرب، رفض الراهبان يان فان إيسن وهندريك فوس، عن التراجع، وفي 1 يوليو 1523 أُحرقا على الخازوق في بروكسل.
حاولت اجتماعا في نورنبرغ في عامي 1522 و1524 تنفيذ حكم مرسوم فورمس ضد لوثر، لكنها فشلت.